# Caenis arwini
Caenis arwini is een haft uit de familie Caenidae. De wetenschappelijke naam van de soort is voor het eerst geldig gepubliceerd in 2001 door McCafferty & Davis.
De soort komt voor in het Nearctisch gebied.